# Popiersie Stanisława Moniuszki w Toruniu
Popiersie Stanisława Moniuszki w Toruniu – popiersie kompozytora, muzyka i pedagoga w Toruniu, odsłonięty w 1986 roku, na miejscu dawnego pomnika Stanisława Moniuszki z 1923 roku. Jest to pierwszy w Polsce pomnik upamiętniający kompozytora. Znajduje się na rogu ulic Bydgoskiej i Chopina.
Pierwszy pomnik Stanisława Moniuszki w Toruniu, odsłonięto 21 maja 1923 roku w Parku Miejskim, z okazji pierwszego Zjazdu Pomorskiego Związku Kół Śpiewaczych. Sztukaterie wykonał Maksymilian Szarłowski. Pomnik powstał z inicjatywy prezesa Towarzystwa Śpiewaczego Lutnia Ludwika Makowskiego. Został sfinansowany m.in. ze zbiórek i składek społecznych. Część pieniędzy pochodziło ze specjalnego koncertu, którego dochód w całości został przekazany na sfinansowanie pomnika. W pierwotnej wersji pomnik składał się z popiersia Stanisława Moniuszki. Pod głową kompozytora znajdowała się lutnia z gałązką wawrzynu. Na lewej stronie znajdowała się Halka z chustą, po prawej płaskorzeźba Giewontu jako Śpiącego Rycerza. Modelką do figury Halki była 19-letnia Emilia Niemczyńska.
W 1928 roku z inicjatywy Kazimierza Ulatowskiego pomnik rozebrano. Jednym z oficjalnych powodów podjęcia decyzji była budowa Miejskiej Hali Wystawowej na Zieleńcu, gdzie pomnik miał przeszkadzać w budowie. W rzeczywistości pomnik rozebrano, gdyż jego forma nie podobała się władzom Torunia. Na miejscu pomnika ustawiono fontannę, popiersie przeniesiono do składnicy budowlanej, mieszczącej się na ul. Grudziądzkiej, a postument rozebrano.
W 1986 roku na rogu ulic Bydgoskiej i Chopina odsłonięto pomnik w nowej wersji. Na niewielkim cokole znajduje się plakieta z wyobrażeniem przedwojennej wersji. Autorem nowego pomnika jest Rajmund Gruszczyński.
W 2017 roku, w ramach rewitalizacji parku Ogród Muzyków, popiersie odrestaurowano.